# Telstar 18
O Telstar 18 (também conhecido como Apstar 5 e Apstar V) é um satélite de comunicação geoestacionário, construído pela Space Systems/Loral (SS/L), está localizado na posição orbital de 138° leste e, é operado em parceria pela APT Satellite Holdings Limited com sede em Hong Kong e Telesat Canada, com sede em Ottawa no Canadá. O satélite foi baseado na plataforma LS-1300 e sua vida útil estimada é de 13 anos.

## História
Sob o novo contrato, o que requer o recebimento por parte da Space Systems/Loral (SS/L) das licenças necessárias de exportação do governo dos Estados Unidos, a SS/L também irá fornecer serviços de suporte habituais pré e pós-lançamento. Devido às dificuldades de exportação de licença, a Loral ficou sendo dona do satélite e batizou o mesmo de Telstar 18 e alugou a capacidade para a APT e sub-arrendar a ranhura orbital a 138 graus longitude leste para fazer cobertura da Ásia.
O Apstar V substituiu o envelhecimento satélite Apstar 1 na posição orbital geoestacionária de 138 graus de longitude leste. Ele fornece serviços em banda Ku de áudio, vídeo e serviços de dados para a China, Havaí e Ásia Oriental, e os serviços de banda C para outras partes da região da Ásia-Pacífico, incluindo a Austrália e Havaí. O novo satélite também é usado para fornecer serviços de estrutura de Internet baseados no espaço para as principais cidades da Ásia e dos EUA através do Havaí.
A sonda não atingiu a órbita geoestacionária planejada, pois, o estágio superior do veículo de lançamento teve problemas, e só chegou a um apogeu de apenas 21.000 km em vez dos 36 mil quilômetros necessários. O satélite foi colocado em uma órbita geoestacionária por seus propulsores, alcançando a órbita desejada ainda com combustível suficiente para exceder o tempo de vida útil previsto de 13 anos.

## Lançamento
O satélite foi lançado ao espaço no dia 29 de junho de 2004, às 18:29 UTC, por meio de um veículo Zenit-3SL a partir da Base de lançamento espacial da Sea Launch, a Odyssey. Ele tinha uma massa de lançamento de 4.640 kg.

## Capacidade e cobertura
O Telstar 18/Apstar 5 é equipado com 38 transponders em banda C com 60 Watts, e 16 em banda Ku com 141 Watts. Ele é um dos satélites de comunicações mais poderosos já construídos até o momento, fazendo cobertura em toda a Ásia Oriental e do Oceano Pacífico.